# Euphorbia sachetiana
Euphorbia sachetiana är en törelväxtart som först beskrevs av Jacques Florence, och fick sitt nu gällande namn av Rafaël Herman Anna Govaerts. Euphorbia sachetiana ingår i släktet törlar, och familjen törelväxter. IUCN kategoriserar arten globalt som sårbar.
Artens utbredningsområde är Marquesasöarna. Inga underarter finns listade i Catalogue of Life.